# Déri János

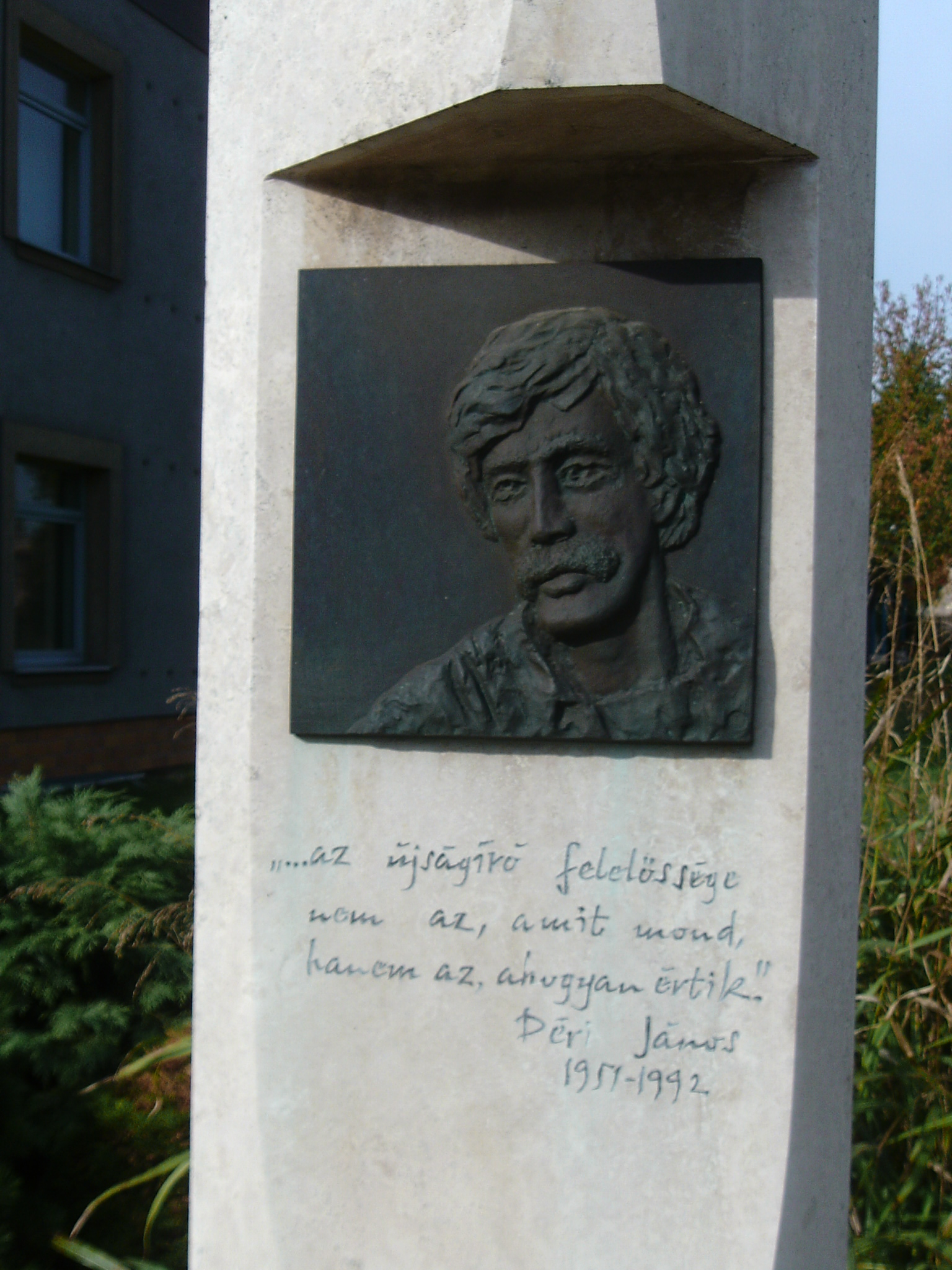
Emlékoszlopa a Dunaújvárosi Egyetemen

Déri János (Budapest, 1951. április 14. – Budapest, 1992. április 29.) publicista, riporter, televíziós műsorvezető és szerkesztő; gépészmérnök.

## Élete
Tanulmányait a Budapesti Műszaki Egyetem Gépészmérnöki Karán végezte. 1975-ben jelentkezett a „Riporter kerestetik” című tehetségkutató műsorba, ahol 3. helyezést ért el. Éveken keresztül disc jockey volt.
1977–1983 között a Magyar Rádió ifjúsági osztályán dolgozott, 1983-tól a társadalompolitikai szerkesztőség munkatársa, valamint az Ablak állandó műsorvezető-riportere lett. Szórakoztató műsort is vezetett Ez + Az címmel, ennek egyik népszerű rovata volt a selejtes termékeket ironikusan bemutató Pocsék Áruk Fóruma, valamint Peterdi Pál szereplése a Ludas Matyiból is ismert Tücsök és Bogár-ral. Ő indította a Nulladik típusú találkozások című, paranormális jelenségekkel foglalkozó műsort (1991-ben kötete jelent meg a témában). Állandó résztvevője volt a Rádiókabarénak, írásműveit rendszeresen publikálta a Farkasházy Tivadar nevével fémjelzett Hócipő című folyóirat. Jellemző tréfái közé tartoztak a kínai közmondások is, amelyekért még a kínai attasé is köszönetet mondott neki; a „közmondások” nagy részét persze ő maga találta ki.
Az orvosok tüdőrákot diagnosztizáltak nála, ami miatt leszokott erős dohányzásáról, de az állapota nem javult. Egészsége romlását országos szolidaritási mozgalom kísérte. 1992-ben Mexikóból jelentkezett utoljára nyilvánosan. Hazaszállítását a légitársaságok nem vállalták, végül eszméletlen állapotban érkezett haza. A kór ekkorra már a szívét is megtámadta. 1991 novemberében utolsó műtétje előtt (le kellett operálni a tüdejéről a három és fél kilós daganatot), kollégája Fodor János látogatta meg, és készített vele interjút a heidelbergi klinikán. Felesége és három gyermeke körében 1992. április 29-én, 41 évesen hunyt el.

## Művei
- Nulladik típusú találkozások; Co-nexus, Bp., 1991

## Díjai
- KISZ Érdemérem
- SZOT-díj (1988) csoportosan az „Ablak” című műsorért
- Táncsics Mihály-díj (1992)
- Karinthy-gyűrű (1992, posztumusz)

## Emlékezete
Sajátosan forgott az agya, másként rakta össze az információkat, másként kérdezett és másként fogadta a válaszokat. Szokatlan bölcsesség sugárzott belőle, vállalta, hogy rákkal a testében is dolgozzon, más már összeomlott volna.
- Néhány nappal halála előtt azt mondta: „Három év múlva már senki nem fog emlékezni rám.” Emlékét ma is őrzi az Április 14. Alapítvány és a Déri János-díj, melyet minden évben olyan sokoldalú, kimagasló közéleti szereplőknek adományoznak, akik maradandót alkottak pályájuk során.

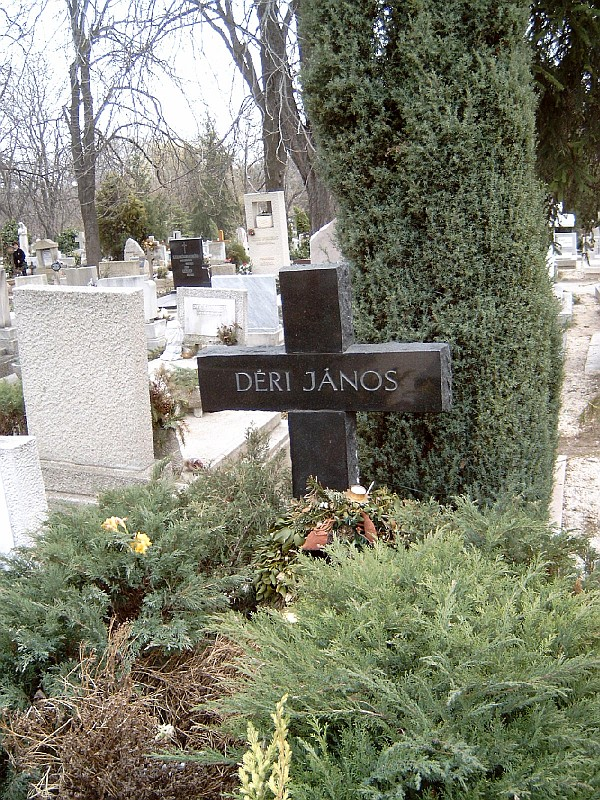
Déri János sírja Budapesten. Farkasréti temető: 25-3-62/1.

- Az 1992-ben eltávozott riporter emléke előtt tisztelegve az ő nevét vette fel 2005. január 13-án a Dunaújvárosi Főiskola Kommunikációs Intézete és Médiacentruma. A névadó ünnepségen a családtagok mellett feltűntek egykori pályatársai és barátai is. A róla készült térplasztikát az édesanya, dr. Déry Jánosné, dr. Bognár László rektor, Sváby András, az intézet első szakmai igazgatója és Molnár István, a Kerpely Antal Kollégium igazgatója leplezte le.
- 2005-ben adta ki Rózsa Péter az életéről szóló könyvet A Déri: egy profi civil karrierje címmel.
- Fényképe a mai napig megtalálható a Hócipő minden számának 31. oldalán.[6] Napló gyermekeimnek című rovata ezen az oldalon jelent meg rendszeresen egészen haláláig.